# Красюки
Красюки́ — село в Україні, у Таращанській міській громаді Білоцерківського району Київської області. Населення становить 82 особи.

## Красюківська початкова школа
Красюківська початкова школи стояла в центрі села, біля лісу. Навколо школи ріс великий яблуневий садок. Школа мала вчительську кімнату, навчальний кабінет, дві кімнати відводились під житло для вчителя. Навчав усіх Яким Іванович Воловик, 1900 року народження. В одній кімнаті навчались по 2 класи, наприклад, 1-й і 3-й. Хоч класи були і великі, але завжди підтримувались дисципліна і порядок. Лише добрими словами випускники цієї школи згадують свого першого вчителя. Останній випуск 2 класу (шестеро учнів) та 4 класу (дванадцять учнів) був у 1970 році вже під керівництвом Надії Хомівни. Надалі всі діти села навчались в школі села Северинівка. Випускником цієї школи був також відомий усім Микола Іванович Кульбіда, начальник Гідрометцентру України.